# Les manuscrits ne brûlent pas
Pour plus de détails, voir Fiche technique et Distribution.
Les manuscrits ne brûlent pas (دست‌نوشته‌ها نمی‌سوزند, Dast-Neveshtehaa Nemisoozand) est un film iranien réalisé par Mohammad Rasoulof, sorti en 2013.
Il est présenté au Festival de Cannes 2013 en sélection Un certain regard dont il remporte le prix FIPRESCI.

## Synopsis
Le film essaie d'éclaircir les meurtres en série des écrivains et journalistes iraniens par le service des informations de la République Islamique d'Iran, en particulier l'attentat échoué de l'autocar qui conduisait un groupe d'écrivains iraniens en Arménie.

## Fiche technique
- Titre original : دست‌نوشته‌ها نمی‌سوزند, Dast-Neveshtehaa Nemisoozand
- Titre français : Les manuscrits ne brûlent pas
- Réalisation et scénario : Mohammad Rasoulof
- Pays d'origine : Iran
- Format : Couleurs - 35 mm
- Genre : drame
- Durée : 125 minutes
- Date de sortie :
  -  France : 24 mai 2013 (Festival de Cannes 2013)

## Distinctions

### Récompense
- Festival de Cannes 2013 : prix FIPRESCI.

### Sélection
- Festival international du film de Toronto 2013 : section Contemporary World Cinema.